# Polystichum braunii x acrostichoides
Polystichum braunii x acrostichoides là một loài dương xỉ trong họ Dryopteridaceae. Loài này được R.Thomps. & Coffin mô tả khoa học đầu tiên năm 1940.
Danh pháp khoa học của loài này chưa được làm sáng tỏ. 

## Hình ảnh